# Timothy Jenkins

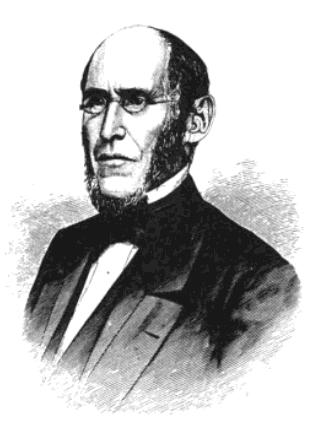
Timothy Jenkins, Congresista por Nueva York

Timothy Jenkins (29 de enero de 1799 - 24 de diciembre de 1859) fue un Representante estadounidense por Nueva York.

## Biografía
Timothy Jenkins nació en Barre, Massachusetts el 29 de enero de 1799. Su padre murió cuando él tenía 16 años, y Jenkins se trasladó al Condado de Washington (Nueva York) en 1817. Asistió a las academias en Salem) y White Creek, y luego enseñó en la escuela mientras estudiaba derecho con Samuel Beardsley y William H. Maynard en Utica) y Lauren Ford en Herkimer. Jenkins fue admitido al Colegio de Abogados en 1824.
Residió en Oneida Vernon y Oneida Castle, donde continuó ejerciendo la abogacía. Entre los abogados que estudiaron bajo Jenkins estaba Breese J. Stevens. En Vernon sirvió en la oficina local, como secretario del consejo de administración del pueblo. En Oneida Castle se desempeñó en el cargo de administrador de correo local, así como bombero.
Jenkins fue elegido como el 29.º y 30.º Congresos (4 de marzo de 1845-3 de marzo de 1849). También fue elegido para el 32.º Congreso (4 de marzo de 1851 hasta 3 de marzo de 1853), y se desempeñó como presidente de la Comisión de Reclamaciones de tierras privadas.
Durante su tiempo en el Congreso, Jenkins fue identificado como un destacado opositor de la esclavitud, incluyendo el apoyo a la Enmienda Wilmot y su oposición a la Ley de Kansas-Nebraska. Según algunas versiones, fue el autor real de la Enmienda Wilmot.
Como resultado de sus puntos de vista contra la esclavitud Jenkins se convirtió en Republicano cuando se fundó el partido. Fue delegado en la primera Convención Nacional Republicana de 1856. En 1857 perdió las elecciones a la Corte de Apelaciones de Nueva York, perdiendo en contra de Hiram Denio. En 1858 fue candidato a la nominación republicana para gobernador de Nueva York, ganando las elecciones Edwin D. Morgan.
Jenkins murió en el 24 de diciembre de 1859 durante una sesión del Tribunal Supremo de Nueva York en Martinsburg. Fue enterrado en el cementerio de la ciudad de Oneida Castle.

## Familia
En 1822 se casó con Florilla Tuttle de Vernon. Ella murió poco después, y en 1829 se casó con Harriet Tuttle, hermana de su primera esposa. Con su segunda esposa Jenkins tuvieron cuatro hijos: Charles M. Jenkins (1830-1856), abogado; Hiram T. Jenkins (1833-1868), abogado; Florilla Jenkins (1838-1919), esposa de Jerome W. Hickox; y Albert Jenkins, que murió en la infancia.

## Legado
Jenkins acumuló una gran colección de libros y documentos, entre ellos obras jurídicas e históricas, discursos y publicaciones gubernamentales. En la década de 1910 su hija donó la colección a la Hamilton College.
Una colección de cartas de Jenkins, muchos relacionados con sus esfuerzos de lucha contra la esclavitud, fueron donados a la Biblioteca del Estado de Nueva York.